# Норберт Мадараш
Норберт Мадараш (угор. Madaras Norbert, 1 грудня 1979) — угорський ватерполіст, олімпійський чемпіон.

## Виступи на Олімпіадах
| Олімпіада   | Дисципліна | Місце |
| ----------- | ---------- | ----- |
| Афіни 2004  | водне поло | 1     |
| Пекін 2008  | водне поло | 1     |
| Лондон 2012 | водне поло | 5     |